# تری‌اتیل سیترات
تری‌اتیل سیترات (به انگلیسی: Triethyl citrate) با فرمول شیمیایی C۱۲H۲۰O۷ یک ترکیب شیمیایی با شناسه پاب‌کم ۶۵۰۶ است. که جرم مولی آن ۲۷۶٫۲۸۳ g/mol می‌باشد. شکل ظاهری این ترکیب، مایع روغنی است.